# ジロ・デ・イタリア 1997
ジロ・デ・イタリア 1997（Giro d'Italia 1997）は、ジロ・デ・イタリアの80回目のレース。1997年5月17日から6月8日まで行われた。全22ステージ。全行程3912km。
イヴァン・ゴッティが初優勝。当年以降、2007年のダニーロ・ディルーカまで、11年連続でイタリア国籍選手がジロを制することになる。

## 最終成績

### 個人総合成績
|    | 選手名                         | 国籍       | 時間            |
| -- | ------------------------------ | ---------- | --------------- |
| 1  | イヴァン・ゴッティ             | イタリア   | 102時間53分58秒 |
| 2  | パヴェル・トンコフ             | ロシア     | +1分27秒        |
| 3  | ジュゼッペ・グエリーニ         | イタリア   | +7分40秒        |
| 4  | ニコラ・ミチェリ               | イタリア   | +12分20秒       |
| 5  | セルゲイ・ゴンチャール         | ウクライナ | +12分44秒       |
| 6  | ウラディミール・ベッリ         | イタリア   | +12分48秒       |
| 7  | ジュゼッペ・ディグランデ       | イタリア   | +12分54秒       |
| 8  | マルコス・アントニオ・セラノ   | スペイン   | +16分07秒       |
| 9  | ステファノ・ガルゼッリ         | イタリア   | +18分08秒       |
| 10 | ホセ・ルイス・ルビエラ         | スペイン   | +18分56秒       |
| 11 | アンドレア・ノエ               | イタリア   | +20分51秒       |
| 12 | フェリックス・ガルシア・カサス | スペイン   | +21分50秒       |
| 13 | パオロ・サヴォルデッリ         | イタリア   | +24分20秒       |
| 14 | ダリオ・フリゴ                 | イタリア   | +31分35秒       |
| 15 | ホセ・ハイメ・ゴンサレス       | コロンビア | +37分34秒       |
| 16 | アルベルト・ヴォルピ           | イタリア   | +41分32秒       |
| 17 | マッシモ・ポデンツァーナ       | イタリア   | +43分28秒       |
| 18 | ロベルト・コンティ             | イタリア   | +47分22秒       |
| 19 | アクセル・メルクス             | ベルギー   | +47分44秒       |
| 20 | エフゲニー・ベルツィン         | ロシア     | +49分02秒       |

### ポイント賞
| 1位 | マリオ・チポッリーニ   | 202 |
| 2位 | ディミトリ・コニシェフ | 146 |
| 3位 | グレン・マニュソン     | 145 |

### 山岳賞
| 1位 | ホセ・ハイメ・コンサレス | 99 |
| 2位 | マリアーノ・ピッコリ     | 35 |
| 3位 | ロベルト・コンティ       | 28 |

### マリア・ローザ保持者
| 選手名               | 国籍     | 首位区間  |
| -------------------- | -------- | --------- |
| マリオ・チポッリーニ | イタリア | 第1-第2   |
| パヴェル・トンコフ   | ロシア   | 第3-第13  |
| イヴァン・ゴッティ   | イタリア | 第14-最終 |